# Àgies d'Argos
Àgies d'Argos (en llatí Agias, en grec Ἀγίας) fou un escriptor grec.
Va ser l'autor d'una obra sobre l'Argòlida que esmenta Ateneu sota el nom de Ἀργολικὰ (Atheneus. Deipnosophistae III. 86f.). El mateix Ateneu, en un altre passatge, l'anomena ὁ μουσικὸς (Athenaeus. Deipnosophistae XIV. 626f.), però el músic probablement era una altra persona.